# Gerhard Geißler
Gerhard Geißler (* 17. September 1927; † 20. Juli 2007) war ein deutscher Fußballspieler. Der Torhüter hat von 1953 bis 1963 als Aktiver der SpVgg Fürth in der Fußball-Oberliga Süd 245 Ligaspiele im Tor der Grün-Weißen absolviert und gehörte dem 40er-Kader des DFB vor der Fußballweltmeisterschaft 1954 in der Schweiz an.

## Laufbahn

### Amateur, bis 1953
Fußballerisch entstammt Gerhard Geißler dem SSV Eggenfelden aus dem damaligen Landkreis Eggenfelden in Niederbayern. Obwohl er mit Eggenfelden nur in der Kreisklasse spielte, wurde er zweimal im Wettbewerb um den Länderpokal in der Landesvertretung von Bayern eingesetzt. Als bei der SpVgg Fürth vor der Saison 1953/54 die vorherigen Leistungsträger Horst Schade (22 Tore Saison 1952/53), Willi Osterhorn, Adolf Knoll und Torhüter Karlheinz Höger zu ersetzen waren, wurde das Torhütertalent aus Eggenfelden nach Fürth geholt. Neben Geißler nahm die Spielvereinigung auch noch Gerhard Koch, Georg Engelhardt, Hans Pickel, Arthur Ullrich und DDR-Nationalspiele Günter Imhof neu unter Vertrag.

### Mit Fürth in der Oberliga Süd, 1953 bis 1963
Unter Trainer Wilhelm Hahnemann debütierte Geißler sofort am Rundenstarttag, den 16. August 1953, bei einem 2:0-Heimerfolg gegen den VfR Mannheim in der Oberliga Süd. Die Abwehr wurde durch Georg Frosch, Herbert Erhardt, Karl Mai, Paul Vorläufer und Richard Gottinger vervollständigt. Die Besonderheit des Derbys gegen den 1. FC Nürnberg erfuhr er in den zwei Spielen am 20. September 1953 (0:2) und 24. Januar 1954 (1:1). Am Rundenende hatte die neue Fürther Nummer 1 lediglich ein einziges Punktspiel versäumt und die Ronhof-Elf belegte den 11. Rang. Insbesondere die fehlenden Treffer des vormaligen Torjägers Horst Schade hatten sich bei der Platzierung negativ bemerkbar gemacht. Öfters wurde Geißler in den Spielberichten lobend erwähnt, so auch nach dem 1:1 am 6. September 1953 bei Kickers Offenbach, als notiert wurde: „Vereitelte der Beste des Feldes, der lange Schlussmann Geißler, jeden Torerfolg. Geißler war das Salz in der Suppe, das Trumpfass der Mannschaft. Er war der, der die 12 000 Zuschauer in einer ununterbrochenen Serie herrlicher Paraden begeisterte.“
Am 12. Mai 1954 stand er auch im Tor der Spielvereinigung, als diese vor 21 000 Zuschauern Manchester City mit dem berühmten Torhüter Bert Trautmann empfing und mit 0:2 verlor. Den Abschluss seiner ersten Saison bei der Spielvereinigung bildete im Juni eine Reise in die DDR mit Spielen gegen Halle und Suhl.
Seine Leistungen hatten Geißler bereits im Februar 1954 zu einem DFB-Lehrgang unter Bundestrainer Sepp Herberger geführt. Beim abschließenden Vorbereitungs-Länderspiel vor dem WM-Turnier in der Schweiz, am 25. April 1954, saß er beim deutschen 5:3-Erfolg auf der Ersatzbank der DFB-Auswahl. Anfang Mai wurde er vom DFB der FIFA in der 40er-Spielerliste gemeldet. Als weitere Torhüter waren Toni Turek, Heinrich Kwiatkowski, Heinz Kubsch und Fritz Herkenrath aufgeführt. Er nahm auch am Abschlusslehrgang in München-Grünwald teil, zum WM-Turnier reisten aber Turek, Kwiatkowski und Kubsch.
Ab 1955/56 war der Nürnberger Altnationalspieler Hans Schmidt für zwei Jahre Trainer beim „Kleeblatt“. Es waren nicht die besten Jahre von Geißler; am 20. November 1955 zog er sich beim Auswärtsspiel gegen Jahn Regensburg einen Wadenbeinbruch zu und fiel längere Zeit aus. Herausragend war seine Teilnahme beim sensationellen 7:2-Auswärtserfolg am 30. September 1956 beim 1. FC Nürnberg. Der „Club“, trainiert von Franz Binder und mit Spielern wie Max Morlock, Günther Glomb, Josef Zenger und Heinz Kreißel angetreten, gewann zwar am Rundenende die Meisterschaft im Süden und Fürth landete mit 29:31 Punkten auf dem 6. Rang, aber an diesem Tag hatte Nürnberg keine Chance gegen Geißler und seine Spielkameraden wie die drei jeweils zweifachen Torschützen Gottinger, Klaus Kuhnert und „Ossi“ Schmidt.
Auf Schmidt folgte zur Saison 1957/58 Jenö Csaknady als Trainer in Fürth. Geißler war wieder unangefochtene Nummer 1 und der Ungar führte Fürth im Weltmeisterschaftsjahr 1958 auf den 4. Rang in der Oberliga Süd. In allen 30 Ligaspielen war Geißler im Tor gestanden, wie auch Verteidiger Gerhard Koch alle Rundenspiele bestritten hatte. Der Kampf um die Spitzenplätze war eng, Meister wurde der Karlsruher SC mit 42:18 Punkten, knapp vor dem 1. FC Nürnberg mit 41:19 Punkten. Dahinter folgten punktgleich Eintracht Frankfurt und Fürth mit jeweils 39:21 Punkten. Die Fürther Defensive um Torhüter Geißler und die Abwehrspieler Robert Ehrlinger, Hans Bauer und Herbert Erhardt ließ nur 33 Gegentreffer zu und war damit wesentlicher Bestandteil der erfolgreichen Runde. Zu einer Aufnahme in den Kreis für die Fußballweltmeisterschaft in Schweden reichte es aber für den Rückhalt im Fürther Tor nicht; jetzt machten Spieler wie Fritz Herkenrath, Hans Tilkowski und Günter Sawitzki das Rennen um den Torhüterposten in der Nationalmannschaft unter sich aus.
Seinen Stammplatz im Tor der Spielvereinigung hielt Geißler einschließlich der letzten Runde der alten erstklassigen Ära der Oberliga Süd, 1962/63. Unter Trainer Jenő Vincze absolvierte er nochmals 27 Rundenspiele und belegte mit seinem Verein den 9. Rang. Das Torverhältnis von 49:48 bestätigt klar, dass die Defensive auch in seiner letzten aktiven Runde, die Ausgangslage des Fürther Abschneidens war, und das ohne den zum FC Bayern München gewechselten Nationalspieler „Ertl“ Erhardt. Zum 3:2-Heimerfolg am 5. Januar 1963 gegen Ulm 46 wurde im Spielbericht notiert: „Der ehrgeizige Fürther Geißler gewann jedenfalls das Duell gegen Wolfgang Fahrian klar nach Punkten.“ Auch beim 2:1-Heimerfolg am 17. März 1963 gegen den späteren Meister 1860 München gehörte der Torhüter zu den Leistungsträgern. Die 60er waren mit der herausragenden Offensivformation Werner Anzill, Wilfried Kohlars, Rudi Brunnenmeier, Hans Küppers und Alfred Heiß dabei unter Trainer Max Merkel im Ronhof angetreten. Am letzten Spieltag, den 28. April 1963, verlor Fürth mit Geißler das Auswärtsspiel mit 0:1 beim FC Bayern München, als Rainer Ohlhauser bereits in der 4. Minute den Siegtreffer erzielt hatte. In der 80. Spielminute hatte Geißler einen Foulelfmeter des Bayern-Halbstürmers Harry Sieber abgewehrt. Nach 245 Oberligaeinsätzen beendete Gerhard Geißler seine Karriere. In der Regionalligasaison 1963/64 stand er zwar noch offiziell im Kader, er war aber als Torhütertrainer im Einsatz; die Zeit von Gyula Toth und Heinz Kraus war angebrochen.

### Trainer und Funktionär
Geißler übte bei der Spielvereinigung 1963/64 das Amt des Torhütertrainers aus und war danach auch noch als Trainer der A-Jugend im Einsatz. In den 70er-Jahren war er Trainer beim FSV Stadeln und war auch noch als Spielausschuss-Vorsitzender bei der Spielvereinigung tätig.
Im Jahr 2003 wurde Geißler gewürdigt, er wurde zum Ehrenmitglied ernannt.